# Outeiro de Torneiros
Outeiro de Torneiros es un lugar situado en la parroquia de Torneiros, del concello de Allariz, en la provincia de Orense, Galicia, España.

## Toponimia
El origen del topónimo es el latín altarium, que es una parte alta o elevación del terreno.